# Вечерний Новосибирск
«Вечерний Новосибирск» — ежедневная общественно-политическая газета, основанная в 1957 году. Первый выпуск вышел в 1958 году.

## История

### Советский период
Газета «Вечерний Новосибирск» создана 18 октября 1957 года решением Новосибирского обкома КПСС. 1 марта 1958 года был издан первый номер, его тираж составил 45 тысяч экземпляров.
В октябре 1960 года главный редактор П. А. Пономарёв был смещён с должности. Причиной увольнения послужил «излишне» самостоятельный и критический настрой издания. 
Критические и демократические тенденции, вызывавшие страх партийного руководства и послужившие причиной отставки первого редактора, проявлялись в фельетонных рубриках «Тимофей Сибирцев идёт по городу», «С блокнотом по городу», «Фельетон», «Осенний (весенний) сквознячок».
В числе первых рубрик «Вечернего Новосибирска» стала рубрика «Сегодня в городе» с ежедневной подборкой городских новостей.
В 1958—1960 гг. существовали такие рубрики как «Из утренних газет», «Из разных стран» (с международной информацией), «По немногу о разном» (позновательно-развлекательная информация), «Наша консультация», «Это интересно», «Слово поэтам», «Спорт», «Нам отвечают». В рубриках «Читатели предлагают», «Читатели благодарят», «Читатели критикуют» публиковались читательские письма. В те же годы в газете появляются обзоры новых фильмов кинопроката («Экран в июле»).
В 1959 году при редакции газеты была создана школа рабкоров, существовавшая несколько лет.
С 1960 года каждую неделю издаётся номер («Номер субботнего дня»), в котором досуговая информация представлена в большем объёме (юмор, головоломки).
В октябре 1960 года должность главного редактора занял А. В. Гордин. Новый руководитель отличался лояльностью к идеологическим требованиям горисполкома и горкома КПСС. Впрочем, в газете сохранилось большинство рубрик, в том числе критических, пользовавшихся у читателей популярностью («С блокнотом по городу», «И в бровь, и в глаз»). Помимо блока хроники на первой странице появляются рубрики «Гор.новости», «На темы дня», «Слово рабкоровскому посту», «Тревожный сигнал», «Город — селу», «Особо важная стройка», «Репортаж», «Наши интервью», «Как вас обслуживают», «Клуб деловых встреч» и т. д.
Регулярно печатаются тематические полосы «Наш город вчера, сегодня, завтра», «Литература и искусство», где публиковались новосибирские писатели (Е. К. Стюарт, В. М. Коньяков и др.), «Люди. События. Новости. Факты».
С 10 января 1964 года в «Вечернем Новосибирске» появляется рубрика «Наука, техника, человек», авторами и героями многих статей новой рубрики становятся ведущие новосибирские учёные.
В 1960—1970-е гг. редакция устраивала конкурсы на лучший очерк, посвящённый людям Новосибирска — научных, культурных деятелей и т. д. В эти десятилетия образуются «нештатные отделы», их авторами были рабкоры. Партийное руководство тревожил небольшой уровень идеалогизации издания. А. В. Гордину приходилось давать объяснения по поводу острых публикаций горкому и обкому КПСС. Главный редактор брал на себя ответственность, помогая журналистам избежать кадровые санкции. В то время из всех периодических изданий «ВН» была самой популярной газетой в Новосибирске, возле киосков «Союзпечати» ежедневно образовывались большие очереди.
В феврале 1984 года главным редактором издания становится В. А. Блиновский, в 1988 году — И. Н. Соснин, который провёл значительное реформирование газеты. Изменилось оформление, поменялись постоянные рубрики, произошло обновление тематики. 16 мая 1990 года издание поменяло формат А2 на А3. После появления в 1990 году закона «О печати» коллектив издания вместе с И. Н. Сосниным начинает добиваться регистрации «ВН» в качестве независимого издания, и уже 31 октября 1990 года газета становится независимым органом, который учредил трудовой коллектив редакции и типографии «Советская Сибирь». 6 ноября 1990 года вышел обновлённый номер газеты с новой нумерацией, появился подзаголовок «городская газета», изменился логотип, в котором использовалась синяя краска. Впервые логотип издания был создан с помощью цветной краски. На территории Советского Союза «Вечерний Новосибирск» стал первой «вечёркой», освободившейся от контроля КПСС. Независимость издания оставила его без бюджетной поддержки, теперь основной доход «ВН» получал от рекламы и торговой выручки.

### Российский период
После смерти в 1991 году И. Н. Соснина коллектив газеты избирает нового главного редактора — Н. Н. Зайкова (с 4 июня 1992).
В 1995 году тираж «ВН» составил 15 тыс. экземпляров, тираж «недельного обозрения» — 56 тыс. экземпляров.

#### Газеты в газете
В 1990-е годы «ВН» начинает издавать т. н. «газету в газете» (экспериментальная «вставка»), первым партнёром данного проекта становится мэрия Новосибирска («Красный пр., 34», 1992). В 1993—1995 гг. издавалась «газета в газете» «Вера, надежда, любовь» (под ред. Епископа Новосибирского и Томского Тихона), женская газета «Зеркало», выпуск Новосибирской областной организации Всероссийской общественно-политического движения «Наш дом — Россия» и т. д. Максимальное число таких «вставок» было издано в 1996—1998 гг. (вплоть до дефолта 1998 года). В 1998—1999 гг. издавались «газеты в газете» на тему проблем и жизни районов Новосибирска («У нас в районе»).

#### 2000-е годы
В 2002 году постоянный круг читателей в среднем составлял 22 тыс. человек, средняя аудитория на один выпуск газеты — от 50 000 до 80 000 человек. В 2003 году тираж будничного номера составлял 9 тыс. экземпляров, тираж «недельного обозрения» — 31 тыс. экземпляров.
В 2006 году «Вечерний Новосибирск» оказался под угрозой закрытия якобы по причине задолженности (более чем 1 млн рублей) перед типографией «Советская Сибирь». Главный редактор газеты Николай Зайков утверждал, что такой задолженности перед типографией у «Вечёрки» нет.
28 февраля 2011 года выпуск газеты был временно приостановлен. Прекращение работы было связано с кредиторской задолженностью перед издательством «Советская Сибирь». Долг «ВН» составил свыше 15 млн рублей. В этом же году «Вечерний Новосибирск» возобновил работу, но уже в новом формате и с новым коллективом из газеты «Советская Сибирь».

## Фотографы и художники
В советский период особенностью издания «Вечерний Новосибирск» стало большое число графических иллюстраций и фотографий. В газете работало более 10 фотографов (Г. Чичулин., О. Климов, В. Рихтер и т. д.). С 1958 по 1963 год в «ВН» регулярно появлялись графические иллюстрации и карикатуры художников Б. Васильева, А. Смолина, С. Чистякова, В. Федотова.

## Награды
- «Золотой фонд прессы»[6]
- «Стратегия успеха-2011» (номинация «Лучший дизайн»)[3]